# 함구미항
함구미항은 전라남도 여수시 남면 유송리 함구미 마을에 위치한 어항이다. 1972년 3월 7일 지방어항으로 지정하여 관리하고 있다. 시설관리자는 여수시장이다.

## 어항 구역
본 항의 어항구역은 다음과 같다.
- 수역: 남면 유송리 작은 함구미 정북으로 170m지점과 방파제 지점을 잇는 선내수역

## 어항 시설
- 계류시설 76m, 외곽시설 141m

## 기본 계획
- 계류시설 161m, 외곽시설 217m[1]

## 정비 계획
- 계류시설 85m, 외곽시설 76m[2]

## 주요 어종
- 참돔, 우럭, 전복